# ظاهر العریانی
ظاهر العریانی (انگلیسی: Dhaher Al-Aryani؛ زادهٔ ۱۱ دسامبر ۱۹۷۲) تیرانداز اهل امارات متحده عربی است.